# Departament Kouffo
Kouffo (także Couffo) – jeden z 12 departamentów Beninu. Zajmuje powierzchnię 2 404 km². W spisie ludności z 11 maja 2013 roku liczył 745 328 mieszkańców. 

## Położenie
Położony jest w południowo-zachodniej części kraju. Graniczy z państwem Togo, a także z innymi departamentami Beninu – Mono, Atlantique i Zou. 

## Historia
Departament został utworzony 15 stycznia 1999 roku w wyniku reformy administracyjnej. Powstał poprzez wydzielenie z Mono. 

## Demografia
W 2013 roku populacja departamentu liczyła 745 328 mieszkańców. W porównaniu z 2002 rokiem rosła ona średnio o 3,18% rocznie. 
|  |